# Andamanen-Ratte
Die Andamanen-Ratte (Rattus stoicus) ist ein auf den Andamanen endemisches Nagetier in der Gattung der Ratten. Sie ist eng mit der Hausratte verwandt und in frühen Abhandlungen erfolgte eine Verwechslung mit der Müller-Sunda-Riesenratte (Sundamys muelleri), die weiter östlich vorkommt. Eine Abhandlung von 2017 wünscht genauere genetische Untersuchungen zur besseren taxonomischen Positionierung der Art innerhalb ihrer Gattung.

## Merkmale
Diese große Ratte wird ohne Schwanz 220 bis 260 mm lang und die Schwanzlänge beträgt 192 bis 212 mm. Gewichtsangaben fehlen, die Hinterfüße sind 45 bis 48 mm lang und die Ohren erreichen etwa 24 mm Länge. In das raue und lose wachsende Fell sind einige durchscheinende Stachel und verstreute dunkle Deckhaare eingemischt. So ergibt sich oberseits eine graubraune Färbung und die graue Unterseite ist heller als bei der Tawi-Tawi-Waldratte (Rattus tawitawiensis). Die Füße haben meist eine weiße oder hell-graubraune Färbung. Typisch für den Kopf sind dunkelbraune Ohren und lange Vibrissen. Die hellere Unterseite des Schwanzes ist nur unscharf abgegrenzt. Von den acht Zitzen der Weibchen liegen zwei auf der Brust, zwei kurz hinter der Rumpfmitte und vier im Leistenbereich.

## Verbreitung und Lebensweise
Es sind nur wenige Funde von Mittel-Andaman, Süd-Andaman und Henry Lawrence Island bekannt. Die Art kommt bis 200 Meter Höhe vor. Sie hält sich in immergrünen Wäldern auf.
Bis auf die nächtliche Aktivität ist nichts zum Verhalten bekannt.

## Gefährdung
Landschaftsveränderungen finden im Innern der Inseln nur nach Tsunamis statt. Aufgrund der begrenzten Verbreitung wird die Art von der IUCN als gefährdet (vulnerable) gelistet.